# Dave Freeman Open 2009
Die Dave Freeman Open 2009 fanden vom 28. Februar bis zum 1. März 2009 in San Diego statt. Es war die 52. Austragung dieser internationalen Meisterschaften im Badminton.

## Sieger und Platzierte
| Disziplin    | Gold                       | Silber                      | Bronze                                     |
| ------------ | -------------------------- | --------------------------- | ------------------------------------------ |
| Herreneinzel | Hock Lai Lee               | Qin Ziwei                   | Nicholas Jinadasa                          |
| Herreneinzel | Hock Lai Lee               | Qin Ziwei                   | Fan Zhang                                  |
| Dameneinzel  | Eva Lee                    | Kuei Ya Chen                | Jamie Subandhi                             |
| Dameneinzel  | Eva Lee                    | Kuei Ya Chen                | Cee Nantana Ketpura                        |
| Herrendoppel | Qin Ziwei Fan Zhang        | Steven Jonatan Hock Lai Lee | Dalery Riwu David Riwu                     |
| Herrendoppel | Qin Ziwei Fan Zhang        | Steven Jonatan Hock Lai Lee | Ted Shear James Young                      |
| Damendoppel  | Thuy Hoang Priscilla Lun   | Kuei Ya Chen Jamie Subandhi | Rulan Yeh Rulien Yeh                       |
| Damendoppel  | Thuy Hoang Priscilla Lun   | Kuei Ya Chen Jamie Subandhi | Panita Phongasavithas Vilma Phongasavithas |
| Mixed        | Hock Lai Lee Priscilla Lun | Howard Shu Eva Lee          | Ba Su Rulien Yeh                           |
| Mixed        | Hock Lai Lee Priscilla Lun | Howard Shu Eva Lee          | James Young Rulan Yeh                      |